# Suzuki Grand Vitara (2022)
Suzuki Grand Vitara и Toyota Urban Cruiser Hyryder — субкомпактные кроссоверы, разработанные компанией Suzuki и выпускаемые компанией Toyota в Индии с 2022 года. Пришли на смену Suzuki S-Cross. С 2023 года на Ближнем Востоке и в Южной Африке модель продаётся под названием Toyota Urban Cruiser.

## Описание
До запуска автомобиля Suzuki Grand Vitara 1 июля 2022 года в Индии был представлен автомобиль Toyota Urban Cruiser Hyryder. 20 июля 2022 года была представлена модель Suzuki Grand Vitara. Обе модели выпускаются на платформе Global C, на которой также выпускаются Suzuki SX4 S-Cross и Suzuki Vitara.
Серийно автомобили производятся с августа 2022 года. Продажи начались в сентябре 2022 года. С 2023 года автомобили экспортируются в Африку. Конкурентами являются Hyundai Creta и Kia Seltos.

## Двигатели
| Тип                    | Код двигателя   | Объём         | Мощность                                                                    | Крутящий момент                                                               | Трансмиссия                   | Компоновка | Годы производства                                |
| ---------------------- | --------------- | ------------- | --------------------------------------------------------------------------- | ----------------------------------------------------------------------------- | ----------------------------- | ---------- | ------------------------------------------------ |
| Бензиновый             | K15B            | 1462 см3 (I4) | 77 кВт при 6,000 об/мин                                                     | 138 Н*м при 4,400 об/мин                                                      | - 5-скор. МКПП - 4-скор. АКПП | FWD        | 2023 — настоящее время (в Индию не поставляется) |
| Бензиновый (гибридный) | K15C            | 1462 см3 (I4) | 76 кВт при 6,000 об/мин                                                     | 137 Н*м при 4,400 об/мин                                                      | - 5-скор. МКПП - 6-скор. АКПП | FWD        | 2022 — настоящее время                           |
| Бензиновый (гибридный) | K15C            | 1462 см3 (I4) | 76 кВт при 6,000 об/мин                                                     | 137 Н*м при 4,400 об/мин                                                      | - 5-скор. МКПП - 6-скор. АКПП | AWD        | 2022 — настоящее время                           |
| Бензиновый/газмоторный | K15C            | 1462 см3 (I4) | Бензиновый: 74 кВт при 6,000 об/мин Газомоторный: 64,6 кВт при 5,500 об/мин | Бензиновый: 136 Н*м при 4,400 об/мин Газомоторный: 121,5 Н*м при 4,400 об/мин | 5-скор. МКПП                  | FWD        | 2023 — настоящее время (только в Индии)          |
| Бензиновый (гибридный) | Toyota M15D-FXE | 1490 см3 (I3) | ДВС: 68 кВт при 5,500 об/мин Электродвигатель: 59 кВт                       | ДВС: 122 Н*м при 4,400–4,800 об/мин Электродвигатель: 141 Н*м                 | eCVT                          | FWD        | 2022 — настоящее время (только в Индии)          |

## Галерея

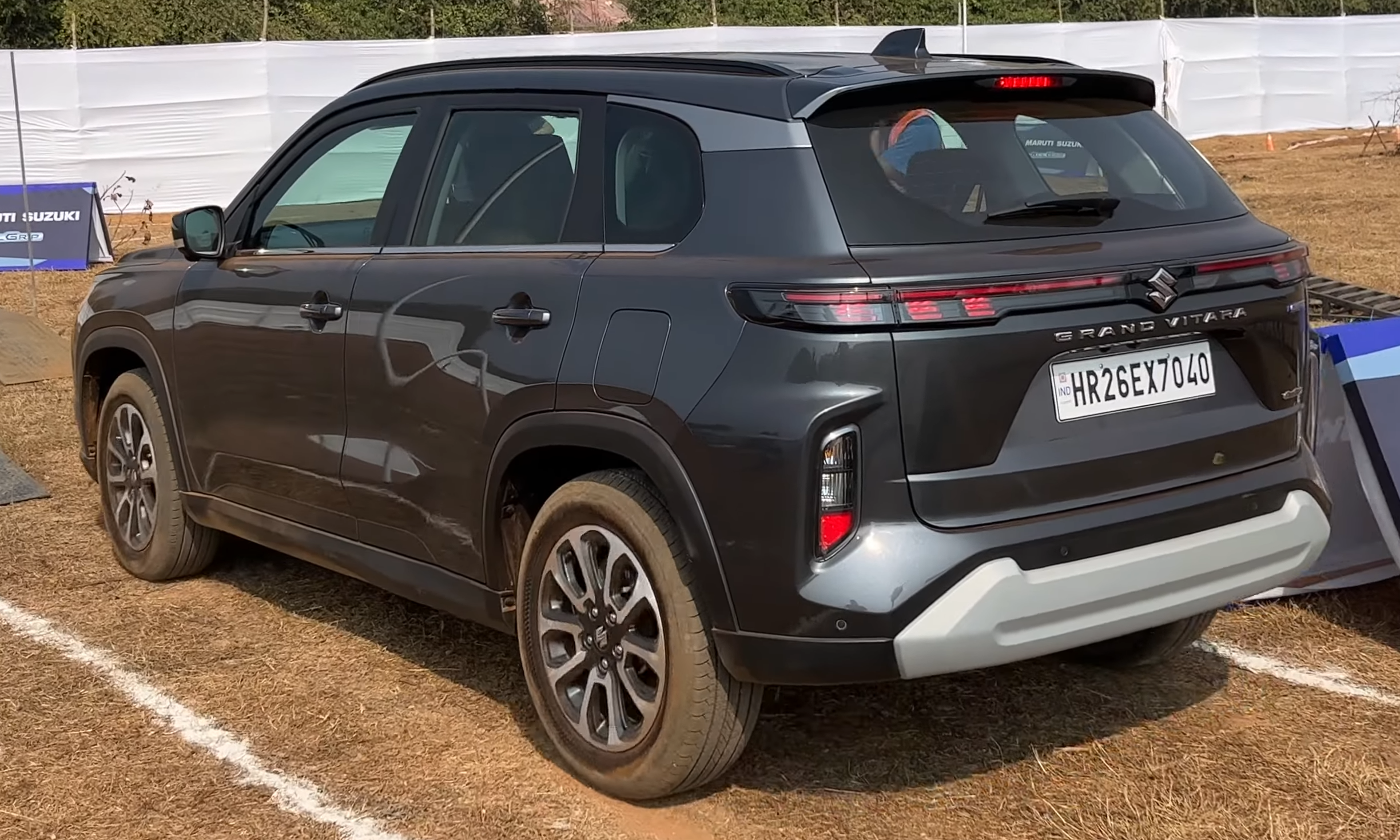
Вид сзади
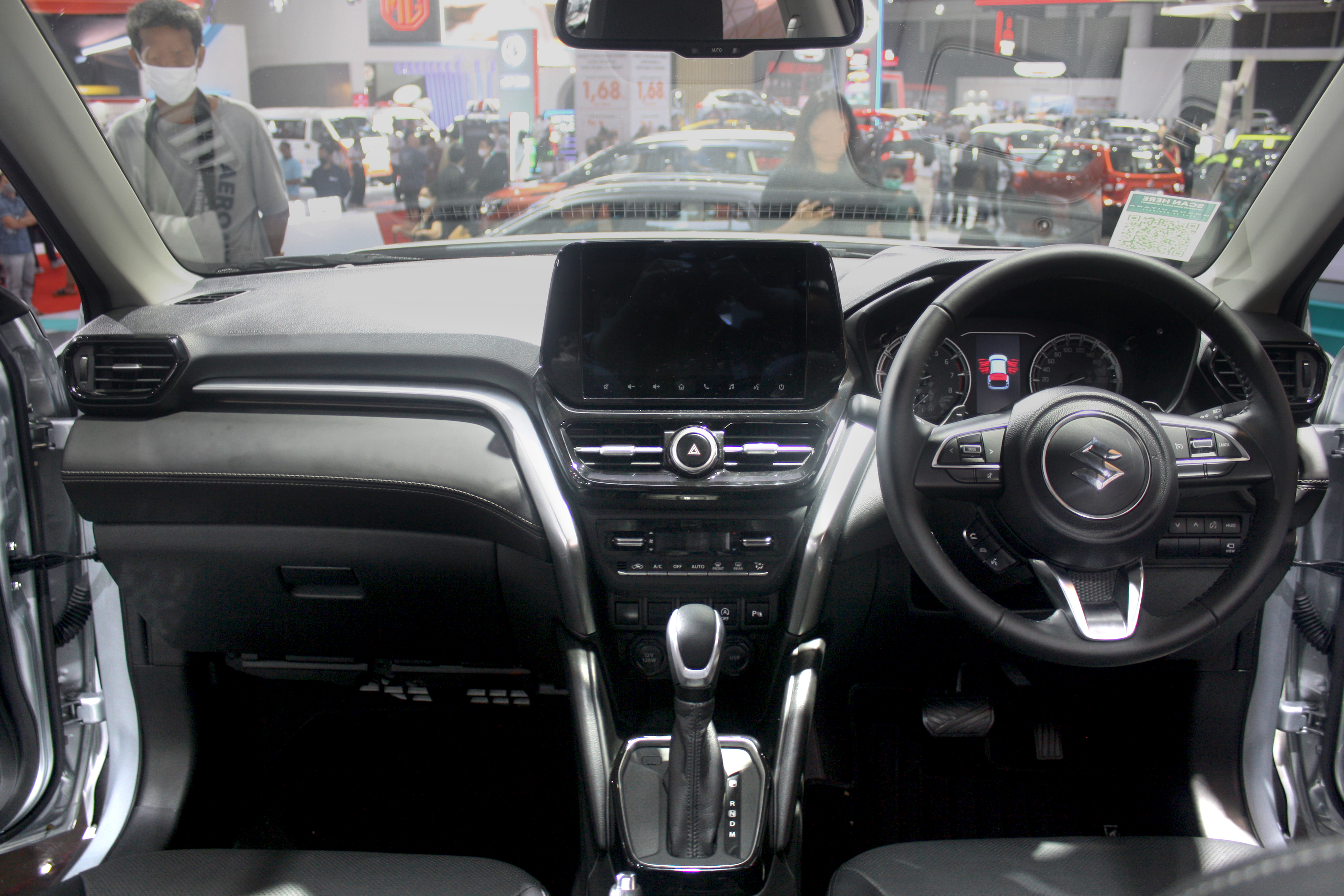
Место водителя
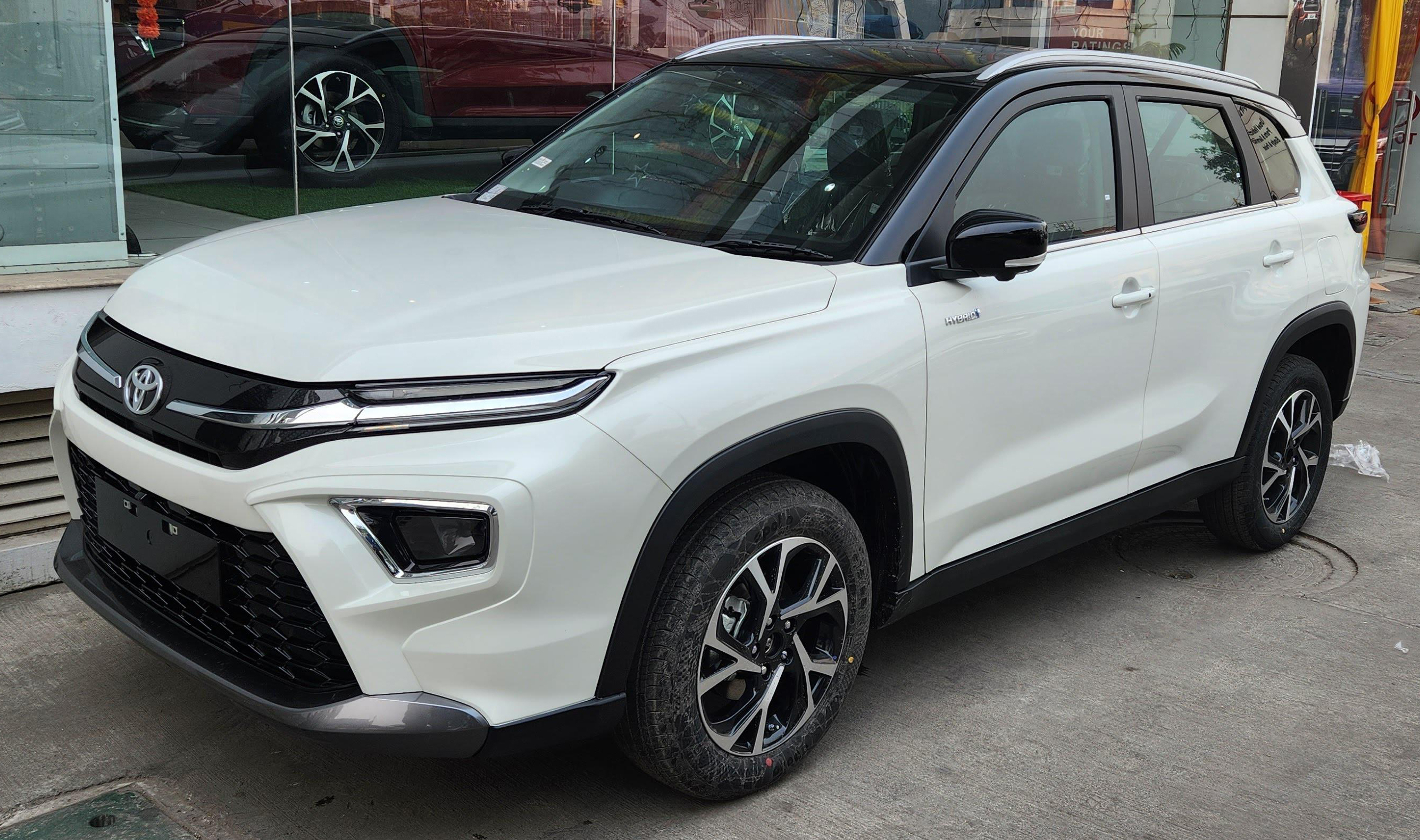
Toyota Urban Cruiser Hyryder Hybrid V

## Продажи
| Год  | Индия  | Индия  |
| Год  | Suzuki | Toyota |
| ---- | ------ | ------ |
| 2022 | 23,425 | 11,864 |